# Pasta Elena
La Pasta Elena è un dolce siciliano, tipico soprattutto nella città di Favara (provincia di Agrigento); farcito con crema di ricotta e guarnite con mandorle tritate.

## Storia
Il dolce venne preparato dalla pasticceria Butticè, inventato dai pasticcieri Francesco Butticè e Vincenzo Albergamo, in occasione della visita nell'Agrigentino della regina d'Italia Elena di Savoia, consorte del re Vittorio Emanuele III, la quale assaggiandolo gradì molto sia il sapore che la dedica.
Il dolce comunque non restò molto conosciuto. Negli anni sessanta, veniva usato durante i banchetti dei matrimoni, che duravano ben tre giorni.

## Ingredienti principali
- Pandispagna
- Crema di ricotta
- Mandorle tostate